# Rauno Esa Nieminen

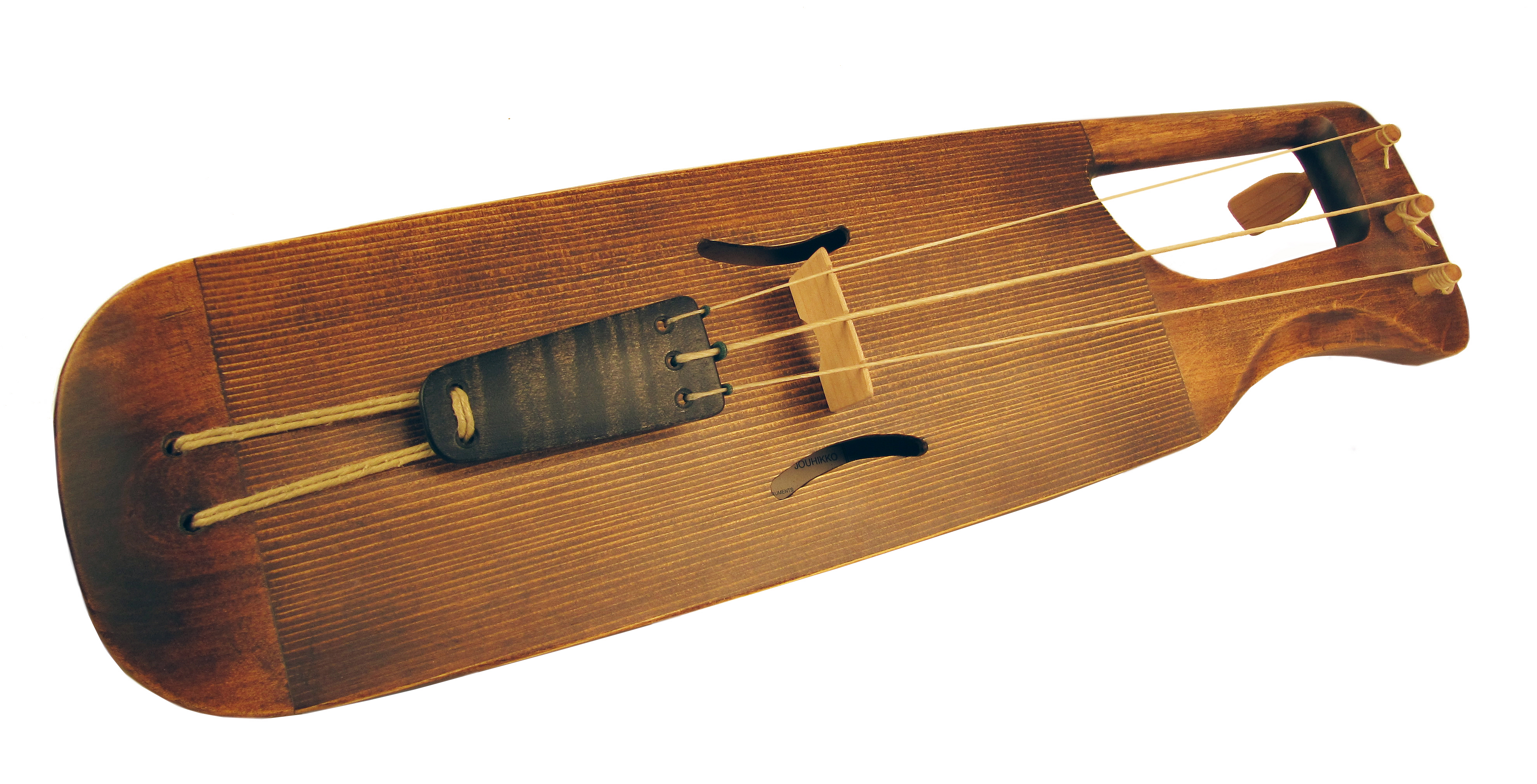
Bowed Lyre

Rauno Esa Nieminen (Vilppula, Finland, 6 de junio de 1955) es Doctor en Música 2008–, Constructor de instrumentos musicales 2006–, Diseñador (Universidad de Ciencias Aplicadas) 2001–, Ikaalisten Käsi- ja taideteollisuus oppilaitos (IKATA) (Escuela de Artesanía Ikaalinen) 1991–2016, autor, artista, investigador y músico.
Como constructor de instrumentos musicales y músico, comenzó su trabajo en 1978 en Kolho, Vilppula. Enseñó a construir guitarras en la Escuela de Artesanía Ikaalinen (IKATA) de 1984 a 2016. Continúa enseñando en la Academia Sibelius y en la Academia de Teatro.
El tema de la disertación fue "Soitinten tutkiminen rakentamalla – Esimerkkinä jouhikko (Studying Musical Instruments by Building Them – The Jouhikko as an Example)".
Él toca pyngyr, kanteles, jouhikanteles, instrumento de viento, percusión, guitarras, mandolinas y jouhikkos. Ha aparecido en más de 20 países, incluidos Europa, América, Asia y África. Llamar p. Ej. en las siguientes orquestas: Ontrei, Ural Pop, Verde, Jouhiorkesteri, Teppanan Veljet, Stroka y Nieminen, Primo, Pohjola trio, World Mänkeri Orchestra.
Ha sido constructor a tiempo completo de instrumentos musicales desde 1979 en el Taller Musical Jyrki Pölkki 1979–1980, Kaustinen Taller Musical 1981–1983, Landola Guitars 1992–1999 y nombre comercial Rauno Nieminen 1980. Él construye guitarras, mandolinas, bajo, kanteles, instrumento de metal y jouhikanteles. Es miembro honorario del European Guitar Builders 2016 y presidente honorario del Finnish Guitar Builders Guild 2015.
Ha escrito muchos libros, grabaciones de audio y artículos periodísticos.

## Formación
- 2008 Doctor of Music, Academia Sibelius

## Disertación
- Nieminen, Rauno (2008). «Soitinten tutkiminen rakentamalla – Esimerkkinä jouhikko». (Studying Musical Instruments by Building Them – The Jouhikko as an Example), Publications of the Sibelius Academy Folk Music Department 12, 209 páginas. ISBN 978-952-5531-48-0. Consultado el 16 de agosto de 2023. (Tesis doctoral)

## Publicaciones seleccionadas
- Nieminen, Rauno (2017). «Jouhikko – The Bowed Lyre». Sibelius Academy Folk Music Publications 28, Finnish Folk Music Institute Publications 61. ISBN 978-952-68365-2-2. Consultado el 16 de agosto de 2023.

- Heikkilä, Johannes & Nieminen, Rauno (2015). «30 vuotta ammatillista soitinrakennuskoulutusta Suomessa, IKATA 1984–2014». (30 years of professional musical instrument training in Finland). ISBN 978-952-68365-0-8. Consultado el 16 de agosto de 2023.

- Kastinen, Arja & Nieminen, Rauno & Tenhunen, Anna-Liisa (2013). «Kizavirzi, karjalaisesta kansanperinteestä 1900-luvun alussa». (Kizavirzi, on the Karelian folklore of the early 20th century), Temps Oy, Pöytyä. ISBN 978-952-93-2165-0. Consultado el 16 de octubre de 2023.

- Nieminen, Rauno & Väänänen, Timo & Rossander, Meri-Anna (2011). «Kantele eläväksi». (The Kantele comes alive), Kantele eläväksi -hanke, Nurmeksen museo (The Kantele comes alive project, Nurmes Museum), Nurmes. ISBN 978-951-96797-3-0.

- Nieminen, Rauno (2005). «Jousisitra ja Porthanin harpu». The Yearbook of Ethnomusicology, 17, s. 115–144.

- Nieminen, Rauno (1984). «Viisikielisen kanteleen rakennuspiirustuksia». (Building drawings of a five string kantele), Kansanmusiikki-instituutti (Folk Music Institute), Kaustinen. ISBN 951-95411-1-X.

- Nieminen, Rauno & Pölkki, Jyrki (2024). «Soiton synty». (The birth of the sound of musical instruments), Ikaalinen. ISBN 978-952-68365-8-4.